# ألبرت إدوارد دونوفان
ألبرت إدوارد دونوفان هو سياسي كندي، ولد في 5 فبراير 1850، وتوفي في 6 ديسمبر 1925 بتورونتو في كندا. حزبياً، نشط في حزب أونتاريو المحافظ التقدمي. وقد انتخب عضو برلمان مقاطعة أونتاريو.